# Пироман
Пироман је насеље у градској општини Обреновац у граду Београду. Према попису из 2022. било је 750 становника.
На спомен-плочи на зиду цркве Светог апостола Томе у Пироману уклесана су 124 имена мештана Пиромана, Бровића и Лончаника палих у балканским и Првом светском рату. Свечано је откривена 1923. године. На истом месту се налазе и остаци плоче која је постављена по завршетку Српско-бугарског рата, коју су окупатори уништили 1914.године. Пироманска црква је била без звона од 1916. до 1938.

## Демографија
У насељу Пироман живи 804 пунолетна становника, а просечна старост становништва износи 41,4 година (38,9 код мушкараца и 44,1 код жена). У насељу има 308 домаћинстава, а просечан број чланова по домаћинству је 3,27.
Ово насеље је великим делом насељено Србима (према попису из 2002. године), а у последња три пописа, примећен је пад у броју становника.
|  |

| Демографија | Демографија | Демографија |
| Година      | Становника  | Становника  |
| ----------- | ----------- | ----------- |
| 1948.       | 1.148       |             |
| 1953.       | 1.171       |             |
| 1961.       | 1.151       |             |
| 1971.       | 1.136       |             |
| 1981.       | 1.235       |             |
| 1991.       | 1.227       | 1.087       |
| 2002.       | 1.008       | 1.117       |

| Етнички састав према попису из 2002.‍ | Етнички састав према попису из 2002.‍ | Етнички састав према попису из 2002.‍ | Етнички састав према попису из 2002.‍ | Етнички састав према попису из 2002.‍ |
| ------------------------------------ | ------------------------------------ | ------------------------------------ | ------------------------------------ | ------------------------------------ |
|                                      |                                      |                                      |                                      |                                      |
| Срби                                 | Срби                                 |                                      | 993                                  | 98,51%                               |
| Македонци                            | Македонци                            |                                      | 6                                    | 0,59%                                |
| Роми                                 | Роми                                 |                                      | 2                                    | 0,19%                                |
| Мађари                               | Мађари                               |                                      | 1                                    | 0,09%                                |
| непознато                            | непознато                            |                                      | 5                                    | 0,49%                                |

| Година пописа     | 1948. | 1953. | 1961. | 1971. | 1981. | 1991. | 2002. |
| ----------------- | ----- | ----- | ----- | ----- | ----- | ----- | ----- |
| Број домаћинстава | 226   | 233   | 262   | 292   | 331   | 322   | 308   |

| Број чланова      | 1  | 2  | 3  | 4  | 5  | 6  | 7  | 8 | 9 | 10 и више | Просек |
| ----------------- | -- | -- | -- | -- | -- | -- | -- | - | - | --------- | ------ |
| Број домаћинстава | 74 | 61 | 44 | 53 | 29 | 28 | 12 | 2 | 1 | 4         | 3,27   |

| Пол    | Укупно | Неожењен/Неудата | Ожењен/Удата | Удовац/Удовица | Разведен/Разведена | Непознато |
| ------ | ------ | ---------------- | ------------ | -------------- | ------------------ | --------- |
| Мушки  | 430    | 137              | 244          | 25             | 22                 | 2         |
| Женски | 410    | 70               | 238          | 80             | 21                 | 1         |
| УКУПНО | 840    | 207              | 482          | 105            | 43                 | 3         |

| Пол    | Укупно                    | Пољопривреда, лов и шумарство | Рибарство                            | Вађење руде и камена | Прерађивачка индустрија       |
| ------ | ------------------------- | ----------------------------- | ------------------------------------ | -------------------- | ----------------------------- |
| Мушки  | 230                       | 122                           | 0                                    | 0                    | 42                            |
| Женски | 108                       | 74                            | 0                                    | 0                    | 6                             |
| УКУПНО | 338                       | 196                           | 0                                    | 0                    | 48                            |
| Пол    | Производња и снабдевање   | Грађевинарство                | Трговина                             | Хотели и ресторани   | Саобраћај, складиштење и везе |
| Мушки  | 6                         | 15                            | 11                                   | 1                    | 12                            |
| Женски | 1                         | 1                             | 7                                    | 1                    | 3                             |
| УКУПНО | 7                         | 16                            | 18                                   | 2                    | 15                            |
| Пол    | Финансијско посредовање   | Некретнине                    | Државна управа и одбрана             | Образовање           | Здравствени и социјални рад   |
| Мушки  | 2                         | 1                             | 4                                    | 3                    | 1                             |
| Женски | 0                         | 0                             | 3                                    | 3                    | 6                             |
| УКУПНО | 2                         | 1                             | 7                                    | 6                    | 7                             |
| Пол    | Остале услужне активности | Приватна домаћинства          | Екстериторијалне организације и тела | Непознато            | Непознато                     |
| Мушки  | 9                         | 0                             | 0                                    | 1                    | 1                             |
| Женски | 2                         | 1                             | 0                                    | 0                    | 0                             |
| УКУПНО | 11                        | 1                             | 0                                    | 1                    | 1                             |